# Jean-François Bette
Jean-François-Nicolas Bette (château de Lede près d'Alost, 6 décembre 1672- Madrid, 11 janvier 1725), 3e marquis de Lède, chevalier de la Toison d'or, grand d'Espagne de la première classe, a été un des grands capitaines du XVIIIe siècle d'origine flamande au service de l'Espagne.

## Biographie
Militaire, il a servi la Couronne espagnole presque toute sa vie. 
Le 31 mars 1703, il est nommé chevalier de la Toison d'or. Il a participé à la bataille de Ramillies avec le régiment de gardes wallonnes au service de l'Espagne.
À la suite du siège de Barcelone par les armées française et espagnole commandée par le maréchal de Berwick, et sa capitulation le 11 septembre 1714, il a été nommé  gouverneur militaire de Barcelone. Il a été commandant-général en Aragon et dans l'île de Majorque, en 1715.
Il est surtout connu pour son rôle dans la guerre de la Quadruple-Alliance, alors qu'il commandait les troupes espagnoles qui ont essayé de conquérir la Sardaigne et la Sicile avant le retour des Autrichiens en 1718-1719. Après l'occupation de la Sardaigne, il a été nommé vice-roi de Sardaigne en 1717.
Il a été victorieux dans la bataille de Milazzo (1718) et la bataille de Francavilla (1719). La Quadruple-Alliance avait été constituée le 2 août 1718 au traité de Londres entre  le royaume de France, le royaume de Grande-Bretagne, les Provinces-unies et le Saint-Empire romain germanique pour contrer la volonté du roi d'Espagne re reprendre le contrôle des royaumes de Sardaigne, de Sicile et de Naples comme ils l'avaient dans les trois derniers siècles avant les traités d'Utrecht et Rastatt.
Il a également été vice-roi de Sicile en 1718 et capitaine-général pendant cette courte occupation de l'île. À la suite de cette guerre l'Espagne doit rendre ses conquêtes, en particulier la Sicile qui est échangée par Victor-Amédée II de Savoie contre le royaume de Sardaigne.
En 1720-1721, il a mené une expédition réussie pour lever le siège de Ceuta entrepris par le sultan Moulay Ismail. 
Il a reçu le titre de grand d'Espagne de première classe par le roi Philippe V d'Espagne le 12 septembre 1720. Il était commandeur de Biedma (sur le territoire de Villarrubia de Santiago d'après Jean-Pierre Molénat) de l'ordre de Santiago.
Il a également été président du Conseil suprême de guerre espagnol en 1724, directeur général de toute l'infanterie du royaume. Il est mort à Madrid en 1725.

## Armoiries
| Figure | Blasonnement                                           |
|        | d'azur à trois taux ou béquille de Saint-Antoine d'or. |

## Famille
Il était le petit-fils de Guillaume Bette, baron puis marquis de Lède, chevalier de l’ordre de Santiago, commandeur de Biezma, gouverneur des duchés de Limbourg et de Gueldre, grand bailli de Gand, mort le 23 juin 1658 des suites des blessures reçus en défendant Dunkerque contre les troupes de Turenne.
Jean-François Bette a épousé en 1722, Anne-Marie de Croÿ, fille de Philippe-François de Croÿ, comte de Rœulx, prince du Saint-Empire, grand d'Espagne de première classe, et de Anne-Louise de la Tramerie, marquise de Forest, sa première épouse. Anne-Marie de Croÿ est décédée à Paris en 1792 alors qu'elle résidait à l'hôtel de Noirmoutier.
Frère de Philippe Emmanuel Bette, dit le chevalier de Lède, lieutenant-général des armées d'Espagne, blessé grièvement à la bataille de Melazzo, le 15 octobre 1718. Il a servi sous les ordres de son frère à la victoire remportée devant Ceuta le 15 novembre 1720
Il a eu un fils, Ferdinand-François Bette, dernier descendant de cette famille, marquis de Lede, grand d'Espagne de première classe. Il a servi en Espagne comme colonel du régiment d'Afrique. Il a été, à partir du 25 août 1749, maréchal des camps et armées de France.